# Bartlett Robinson
Bartlett Robinson (New York, 9 dicembre 1912 – Fallbrook, 26 marzo 1986) è stato un attore statunitense.
Ha recitato in 21 film dal 1956 al 1973 ed è apparso in oltre 110 produzioni televisive dal 1953 al 1982. È stato accreditato anche con il nome Bart Robinson.

## Biografia
Bartlett Robinson nacque a Manhattan, New York il 9 dicembre 1912. Cominciò la sua carriera di attore in diversi radiodrammi, dalle serie antologiche alla serie radiofonica di Perry Mason (1943).
Fece il suo debutto sul grande schermo nel 1956 nel film Le tre notti di Eva in un piccolo ruolo e in televisione nell'episodio Ski Story della serie televisiva Armstrong Circle Theatre, andato in onda il 13 gennaio 1953. A partire da quell'anno la sua carriera di attore si concentrò principalmente nella caratterizzazione dei personaggi per episodi di serie televisive. Tra gli altri, interpretò il ruolo di  Frank Caldwell in 26 episodi della serie televisiva Mona McCluskey dal 1965 al 1966 ed è apparso come guest star in moltissimi altri episodi.
La sua ultima apparizione sul piccolo schermo avvenne nell'episodio Law della serie televisiva Lou Grant, andato in onda il 12 aprile 1982, che lo vede nel ruolo di  Jacob Bauman (personaggio già interpretato nella stessa serie nell'episodio Witness del 12 novembre 1979), mentre per il grande schermo l'ultima interpretazione risale al film Il dormiglione del 1973 in cui interpreta il dottor Orva.
Morì a Fallbrook, in California, il 26 marzo 1986.

## Filmografia

### Cinema
- Le tre notti di Eva (The Birds and the Bees), regia di Norman Taurog (1956)
- Soli nell'infinito (Toward the Unknown), regia di Mervyn LeRoy (1956)
- Inno di battaglia (Battle Hymn), regia di Douglas Sirk (1957)
- L'aquila solitaria (The Spirit of St. Louis), regia di Billy Wilder (1957)
- Tempi brutti per i sergenti (No Time for Sergeants), regia di Mervyn LeRoy (1958)
- Girl in the Woods, regia di Tom Gries (1958)
- Non voglio morire (I Want to Live!), regia di Robert Wise (1958)
- Uno sconosciuto nella mia vita (A Stranger in My Arms), regia di Helmut Käutner (1959)
- Ultima notte a Warlock (Warlock), regia di Edward Dmytryk (1959)
- Tutti pazzi in coperta (All Hands on Deck), regia di Norman Taurog (1961)
- Far West (A Distant Trumpet), regia di Raoul Walsh (1964)
- Quando l'amore se n'è andato (Where Love Has Gone), regia di Edward Dmytryk (1964)
- Joy in the Morning, regia di Alex Segal (1965)
- Dawn of Victory (1966) - corto
- Non per soldi... ma per denaro (The Fortune Cookie), regia di Billy Wilder (1966)
- Live a Little, Love a Little, regia di Norman Taurog (1968)
- La cortina di bambù (The Bamboo Saucer), regia di Frank Telford (1968)
- Missione compiuta stop. Bacioni Matt Helm (The Wrecking Crew), regia di Phil Karlson (1968)
- L'investigatore Marlowe (Marlowe), regia di Paul Bogart (1969)
- R.P.M. Rivoluzione per minuto (R.P.M.), regia di Stanley Kramer (1970)
- Il dormiglione (Sleeper), regia di Woody Allen (1973)

### Televisione
- Armstrong Circle Theatre – serie TV, un episodio (1953)
- Goodyear Television Playhouse – serie TV, un episodio (1953)
- The Philco Television Playhouse – serie TV, un episodio (1954)
- Medic – serie TV, un episodio (1955)
- I segreti della metropoli (Big Town) – serie TV, 2 episodi (1955-1956)
- Crusader – serie TV, episodio 1x30 (1956)
- Lux Video Theatre – serie TV, 3 episodi (1956)
- Climax! – serie TV, episodi 3x13 (1957)
- Telephone Time – serie TV, episodio 3x06 (1957)
- Meet McGraw – serie TV, un episodio (1957)
- Jane Wyman Presents The Fireside Theatre – serie TV, un episodio (1957)
- Cheyenne – serie TV, un episodio (1958)
- State Trooper – serie TV, un episodio (1958)
- Father Knows Best – serie TV, un episodio (1958)
- The Court of Last Resort – serie TV, episodio 1x24 (1958)
- Il tenente Ballinger (M Squad) – serie TV, un episodio (1958)
- Tombstone Territory – serie TV, un episodio (1958)
- The Walter Winchell File – serie TV, un episodio (1958)
- Bachelor Father – serie TV, 3 episodi (1958)
- The Restless Gun – serie TV, episodio 2x08 (1958)
- Yancy Derringer – serie TV, episodio 1x08 (1958)
- Peter Gunn – serie TV, episodio 1x12 (1958)
- Steve Canyon – serie TV, un episodio (1958)
- The Third Man – serie TV, un episodio (1959)
- Lux Playhouse – serie TV, un episodio (1959)
- Schlitz Playhouse of Stars – serie TV, un episodio (1959)
- Westinghouse Desilu Playhouse – serie TV, 3 episodi (1958-1959)
- The Rifleman – serie TV, un episodio (1959)
- Avventure in elicottero (Whirlybirds) – serie TV, 3 episodi (1957-1959)
- Johnny Ringo – serie TV, un episodio (1959)
- Men Into Space – serie TV, episodio 1x03 (1959)
- Richard Diamond, Private Detective – serie TV, 4 episodi (1958-1959)
- Startime – serie TV, un episodio (1959)
- I racconti del West (Zane Grey Theater) – serie TV, 3 episodi (1958-1959)
- Playhouse 90 – serie TV, 2 episodi (1956-1959)
- Hennesey – serie TV, un episodio (1959)
- Furia (Fury) – serie TV, un episodio (1960)
- Markham – serie TV, un episodio (1960)
- Mr. Lucky – serie TV, episodio 1x18 (1960)
- Gunsmoke – serie TV, 7 episodi (1956-1960)
- Bronco – serie TV, un episodio (1960)
- Overland Trail – serie TV, un episodio (1960)
- Avventure lungo il fiume (Riverboat) – serie TV, 2 episodi (1960)
- Hawaiian Eye – serie TV, episodio 2x15 (1960)
- Le leggendarie imprese di Wyatt Earp (The Life and Legend of Wyatt Earp) – serie TV, un episodio (1961)
- Surfside 6 – serie TV, episodio 2x06 (1961)
- Gli intoccabili (The Untouchables) – serie TV, 3 episodi (1959-1961)
- Maverick – serie TV, 2 episodi (1957-1961)
- The Case of the Dangerous Robin – serie TV, un episodio (1961)
- The Brothers Brannagan – serie TV, un episodio (1961)
- The Many Loves of Dobie Gillis – serie TV, un episodio (1961)
- Thriller – serie TV, episodio 1x29 (1961)
- Whispering Smith – serie TV, episodio 1x07 (1961)
- The Lawless Years – serie TV, 3 episodi (1959-1961)
- Follow the Sun – serie TV, episodio 1x03 (1961)
- Alfred Hitchcock presenta (Alfred Hitchcock Presents) – serie TV, 8 episodi (1958-1962)
- Lotta senza quartiere (Cain's Hundred) – serie TV, un episodio (1962)
- Indirizzo permanente (77 Sunset Strip) – serie TV, 2 episodi (1958-1962)
- Outlaws – serie TV, episodi 1x06-2x18 (1960-1962)
- Ai confini della realtà (The Twilight Zone) – serie TV, 2 episodi (1961-1962)
- Il carissimo Billy (Leave It to Beaver) – serie TV, 2 episodi (1960-1962)
- The New Breed – serie TV, 3 episodi (1962)
- Stoney Burke – serie TV, un episodio (1962)
- The Dick Powell Show – serie TV, episodio 2x08 (1962)
- Io e i miei tre figli (My Three Sons) – serie TV, episodio 3x11 (1962)
- Laramie – serie TV, 9 episodi (1959-1963)
- Dakota (The Dakotas) – serie TV, episodio 1x12 (1963)
- Undicesima ora (The Eleventh Hour) – serie TV, un episodio (1963)
- Alcoa Premiere – serie TV, 2 episodi (1962-1963)
- The Crisis (Kraft Suspense Theatre) – serie TV, un episodio (1964)
- Ready for the People – film TV (1964)
- My Living Doll – serie TV, episodio 1x12 (1964)
- The Andy Griffith Show – serie TV, un episodio (1964)
- L'ora di Hitchcock (The Alfred Hitchcock Hour) – serie TV, 3 episodi (1964-1965)
- Wendy and Me – serie TV, 6 episodi (1964-1965)
- Slattery's People – serie TV, un episodio (1965)
- The Cara Williams Show – serie TV, un episodio (1965)
- I mostri (The Munsters) – serie TV, un episodio (1965)
- O.K. Crackerby! – serie TV, 2 episodi (1965)
- Vita da strega (Bewitched) – serie TV, un episodio (1965)
- The Smothers Brothers Show – serie TV, un episodio (1965)
- I forti di Forte Coraggio (F Troop) – serie TV, un episodio (1965)
- Mamma a quattro ruote (My Mother the Car) – serie TV, un episodio (1965)
- La legge di Burke (Burke's Law)  – serie TV, 2 episodi (1965)
- Perry Mason – serie TV, 6 episodi (1959-1966)
- Selvaggio west (The Wild Wild West) – serie TV, episodio 1x24 (1966)
- Mona McCluskey – serie TV, 26 episodi (1965-1966)
- Squadra speciale anticrimine (The Felony Squad) – serie TV, episodi 1x12 (1966)
- Amore in soffitta (Love on a Rooftop) – serie TV, un episodio (1967)
- L'isola di Gilligan (Gilligan's Island) – serie TV, un episodio (1967)
- The Lucy Show – serie TV, un episodio (1967)
- Al banco della difesa (Judd for the Defense) – serie TV, un episodio (1967)
- Ironside – serie TV, un episodio (1967)
- Gli invasori (The Invaders) – serie TV, un episodio (1968)
- Here's Lucy – serie TV, un episodio (1968)
- Trial Run – film TV (1969)
- Hawaii squadra cinque zero (Hawaii Five-O) – serie TV, 2 episodi (1969)
- Il grande teatro del west (The Guns of Will Sonnett) – serie TV, 3 episodi (1967-1969)
- The Survivors – serie TV, 2 episodi (1969)
- Mod Squad, i ragazzi di Greer (The Mod Squad) – serie TV, un episodio (1969)
- Petticoat Junction – serie TV, 2 episodi (1967-1969)
- La fattoria dei giorni felici (Green Acres) – serie TV, un episodio (1970)
- Operazione ladro (It Takes a Thief) – serie TV, 2 episodi (1968-1970)
- Bonanza – serie TV, 3 episodi (1959-1970)
- The Most Deadly Game – serie TV, un episodio (1970)
- The Bill Cosby Show – serie TV, un episodio (1970)
- Il virginiano (The Virginian) – serie TV, 3 episodi (1967-1970)
- Mannix – serie TV, 3 episodi (1969-1972)
- Kung Fu – serie TV, un episodio (1974)
- Lincoln – serie TV, un episodio (1974)
- La strana coppia (The Odd Couple) – serie TV, un episodio (1975)
- Cannon – serie TV, 2 episodi (1971-1976)
- Le nuove avventure di Heidi (The New Adventures of Heidi) – film TV (1978)
- Lou Grant – serie TV, 3 episodi (1979-1982)